# Ройч
Ройч (нем. Roitzsch) — посёлок в Германии, в земле Саксония-Анхальт, входит в район Анхальт-Биттерфельд в составе городского округа Зандерсдорф-Брена.
Население составляет 2575 человек (на 31 декабря 2007 года). Занимает площадь 17,14 км².

## История
Датой основания поселения считается 20 ноября 1043 года, по указанию Генриха III, и в 1993 году отмечалось 950-летие Ройча.
1 июля 2009 года, после проведённых реформ, Ройч вошёл в состав городского округа Зандерсдорф-Брена, а управление Биттерфельд было упразднено.

## Галерея

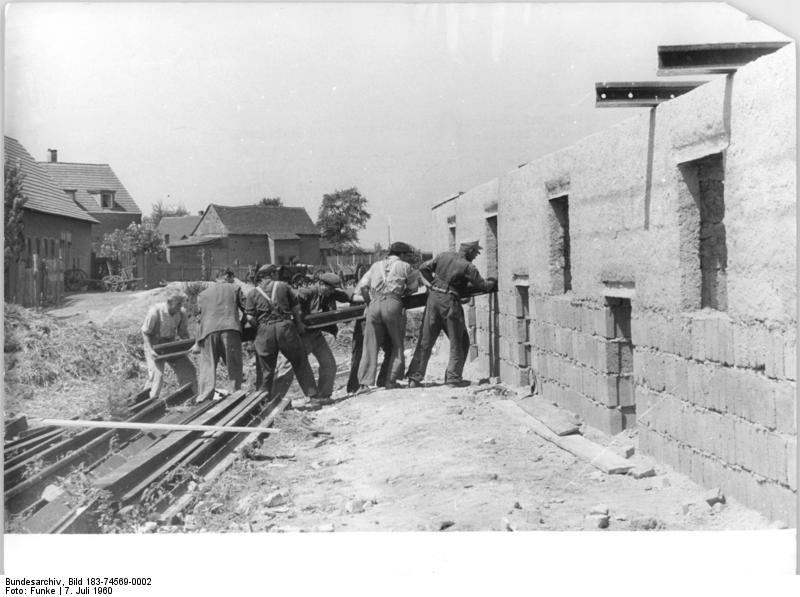
Строительство фермы, 1960 год
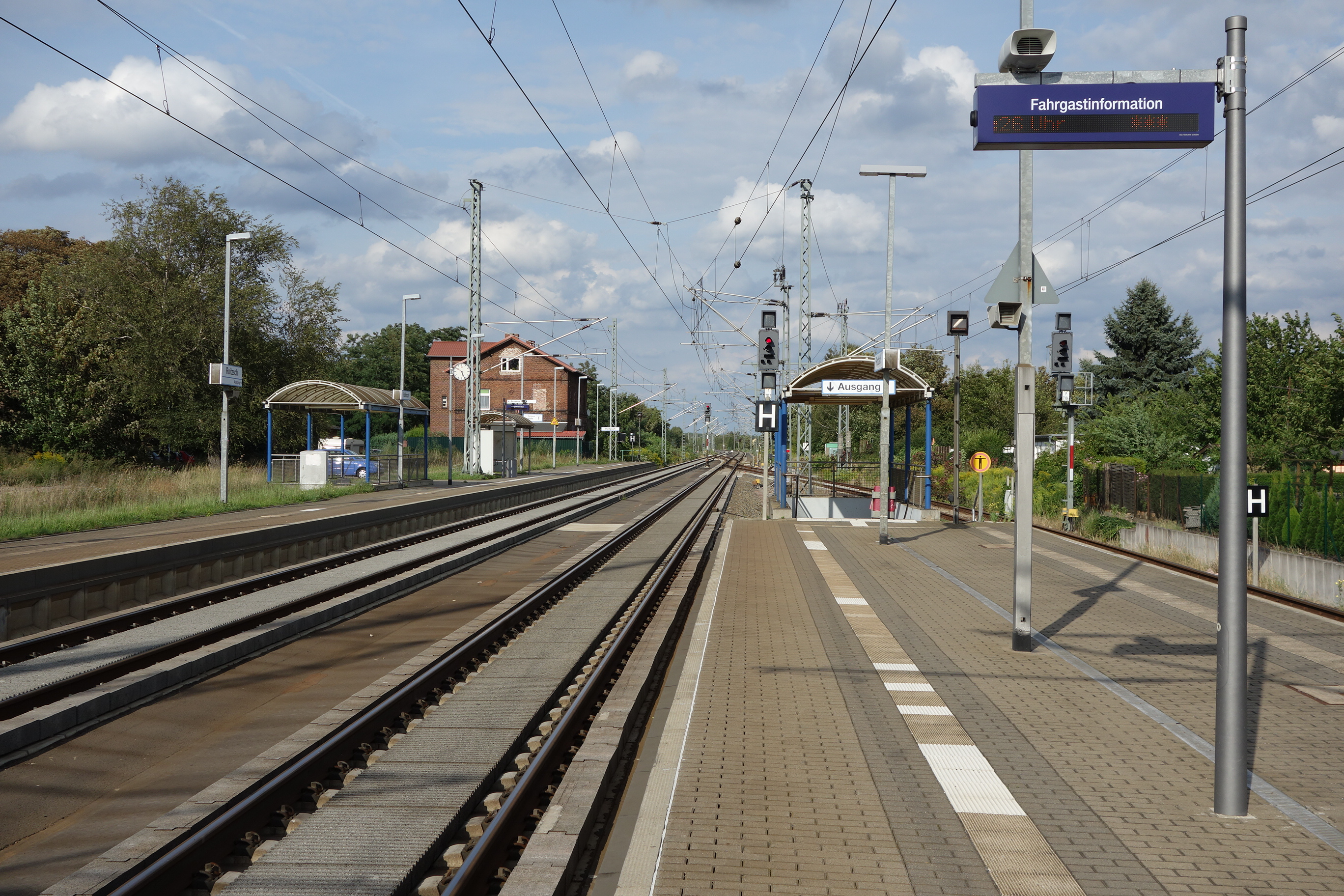
Ж/д станция Ройча